# Ölgås

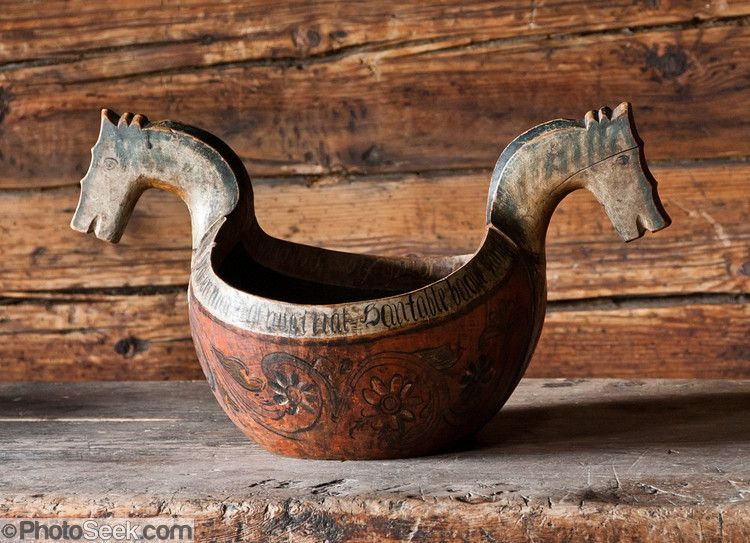
Ölgås från Hardanger

Ölgås eller fågelskål är namnet på en dryckes- eller serveringsskål av trä, snidad ur en vril. Skålens grepp utformades som ett fågelhuvud, därav namnet även om häst- och drakhuvuden är vanliga.
I Västergötland kallades ofta den större serveringsölgåsen "däppan". Typen som förekommer i Norden och Östeuropa antas ha östeuropeiskt ursprung.
Ölgås var under 1950-talet en skämtsam benämning på den smörgås som restaurangerna tvingades servera som ”tillbehör” till starköl.